# Rijksweg 73
Rijksweg 73 is een Nederlandse autosnelweg en loopt van het knooppunt Ewijk tot aan de aansluiting met de Rijksweg 2 bij Echt.
De bijnaam van de A73 is de ruggengraat van Limburg. Hij wordt zo genoemd omdat hij Noord- en Zuid-Limburg met elkaar verbindt.
Vanaf knooppunt Ewijk langs Nijmegen tot aan het knooppunt Rijkevoort bij Boxmeer volgt de E31 de A73. Hier gaat de E31 verder als A77 tot de grens bij Gennep en als BAB57 verder naar het Ruhrgebied. Bij Venlo heeft de A73 een aansluiting met de A74, die ten westen van Kaldenkerken overgaat in de BAB61 richting Mönchengladbach. Daarna loopt de weg oostelijk van de Maas langs Roermond om bij Echt te eindigen op de A2.

## Geschiedenis
Rijksweg 73 is een weg met een lange voorgeschiedenis: de 106 kilometer die de weg lang is, zijn globaal in ongeveer 25-30 jaar aangelegd, waarvan de laatste 42 kilometer tussen 2003 en 2008. Al in de jaren zestig van de twintigste eeuw werd er gesproken over een snelwegverbinding langs de steden Nijmegen, Venlo en Roermond. Deze zogenoemde ruggengraat van Limburg moest voor een snelle noord-zuidverbinding gaan zorgen en de bestaande doorgaande wegen ontlasten.

### A73-Noord: Nijmegen-Venlo
De A73-Noord loopt van knooppunt Ewijk bij Nijmegen tot aan knooppunt Zaarderheiken bij Venlo en is zo'n 70 kilometer lang. Afgezien van een kort traject nabij Grubbenvorst en aan de westkant van Nijmegen openden substantiële delen van de A73 pas in 1986: Nijmegen-Lindenholt - Knooppunt Rijkevoort. Aan de totstandkoming van dat deel zijn lange discussies voorafgegaan. In 1993 werd de weg tot aan Venray verlengd en drie jaar later kon de weg tot Venlo worden geopend. Het traject Nijmegen-Venlo bestond nu over de gehele lengte uit 2x2 rijstroken. 
In 2012 vond langs de A73-Noord, nabij knooppunt Zaarderheiken de Floriade plaats.

## Foto's

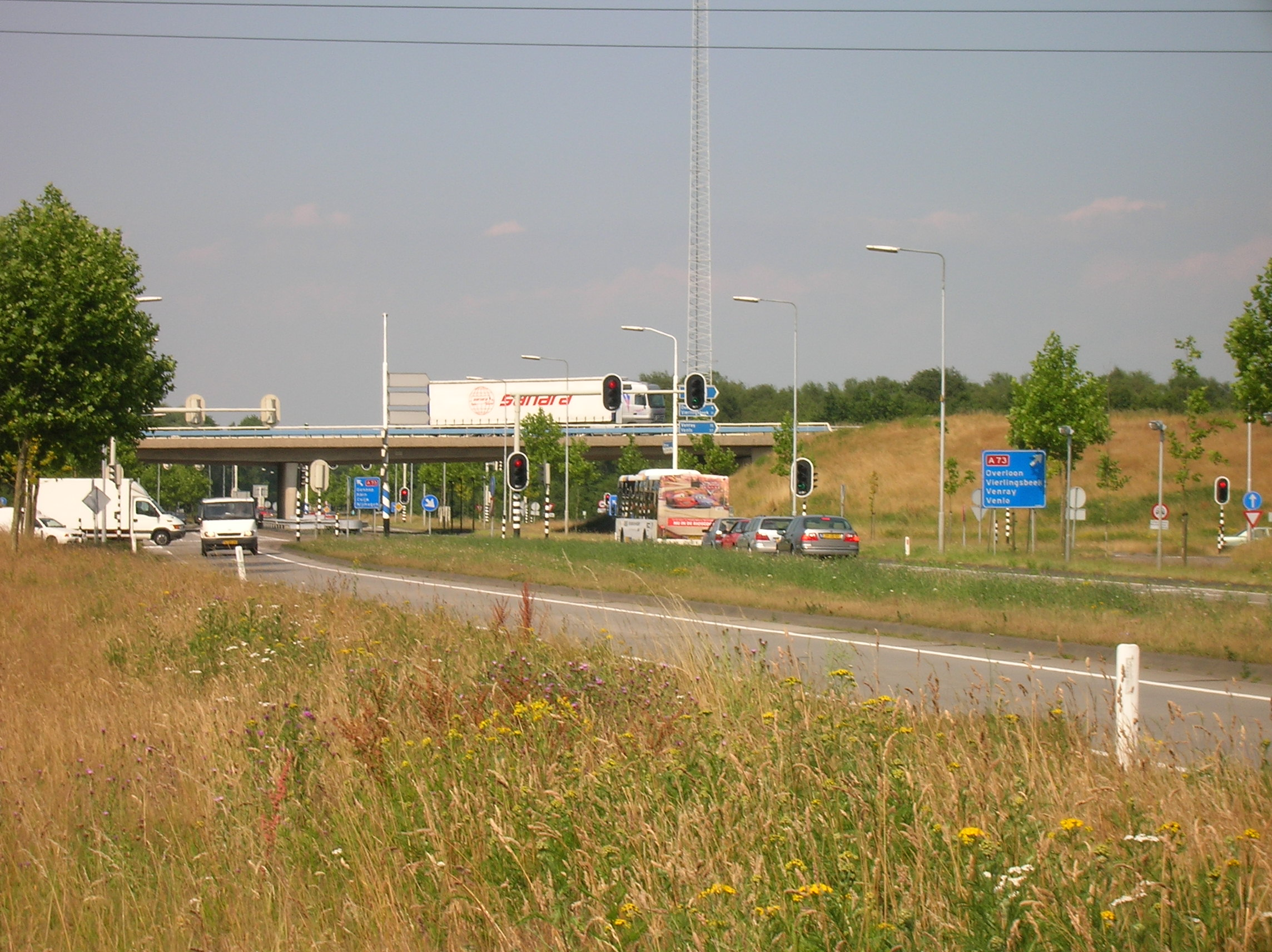
Kruising A73-N272 bij Boxmeer (afrit 6)
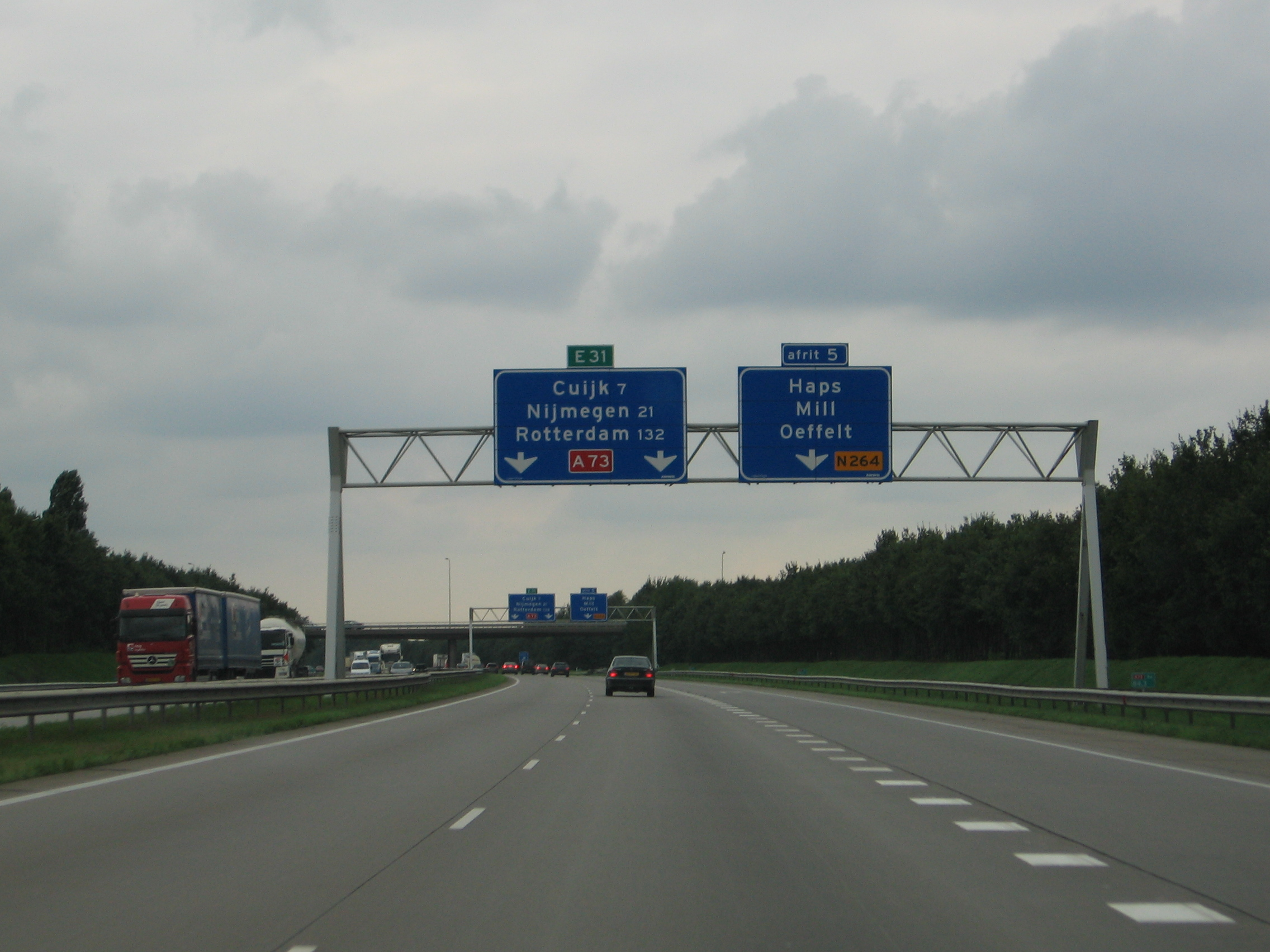
A73 bij Haps (afrit 5)
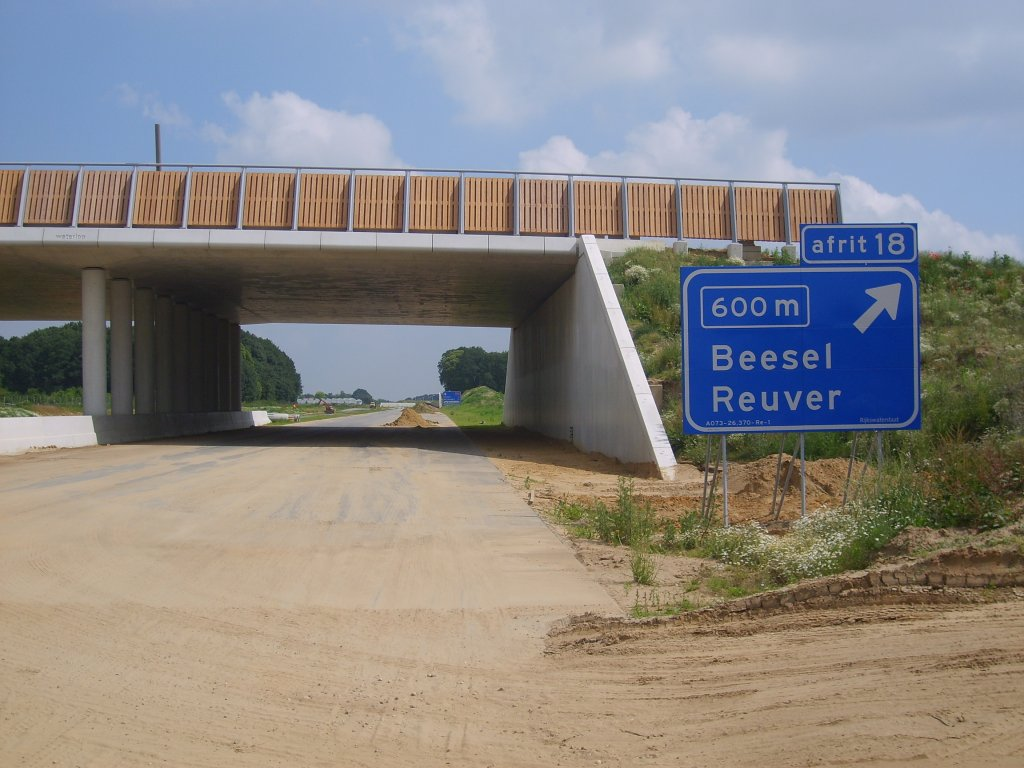
A73-zuid bij Beesel (afrit 18) tijdens aanleg
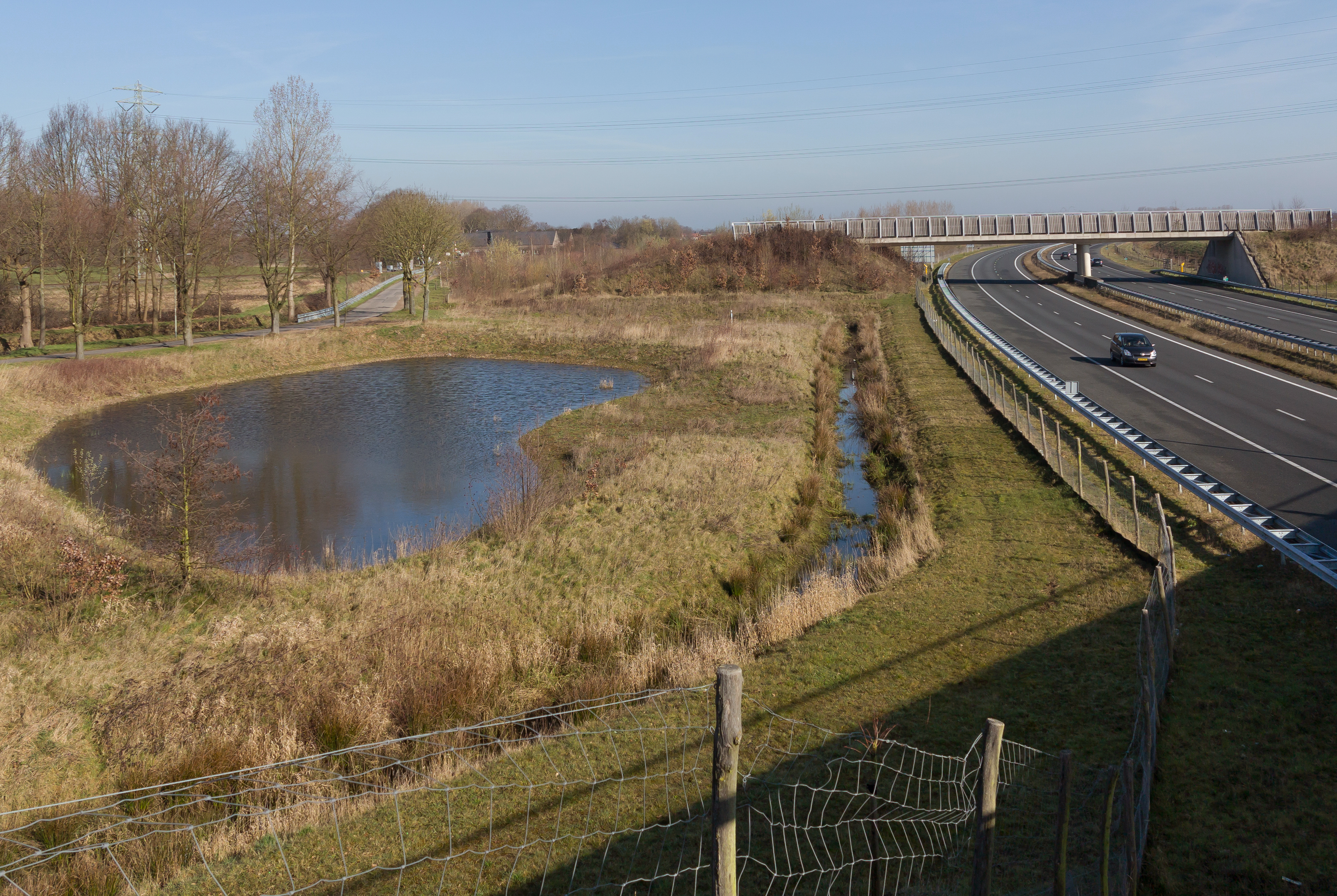
A73 bij Roermond
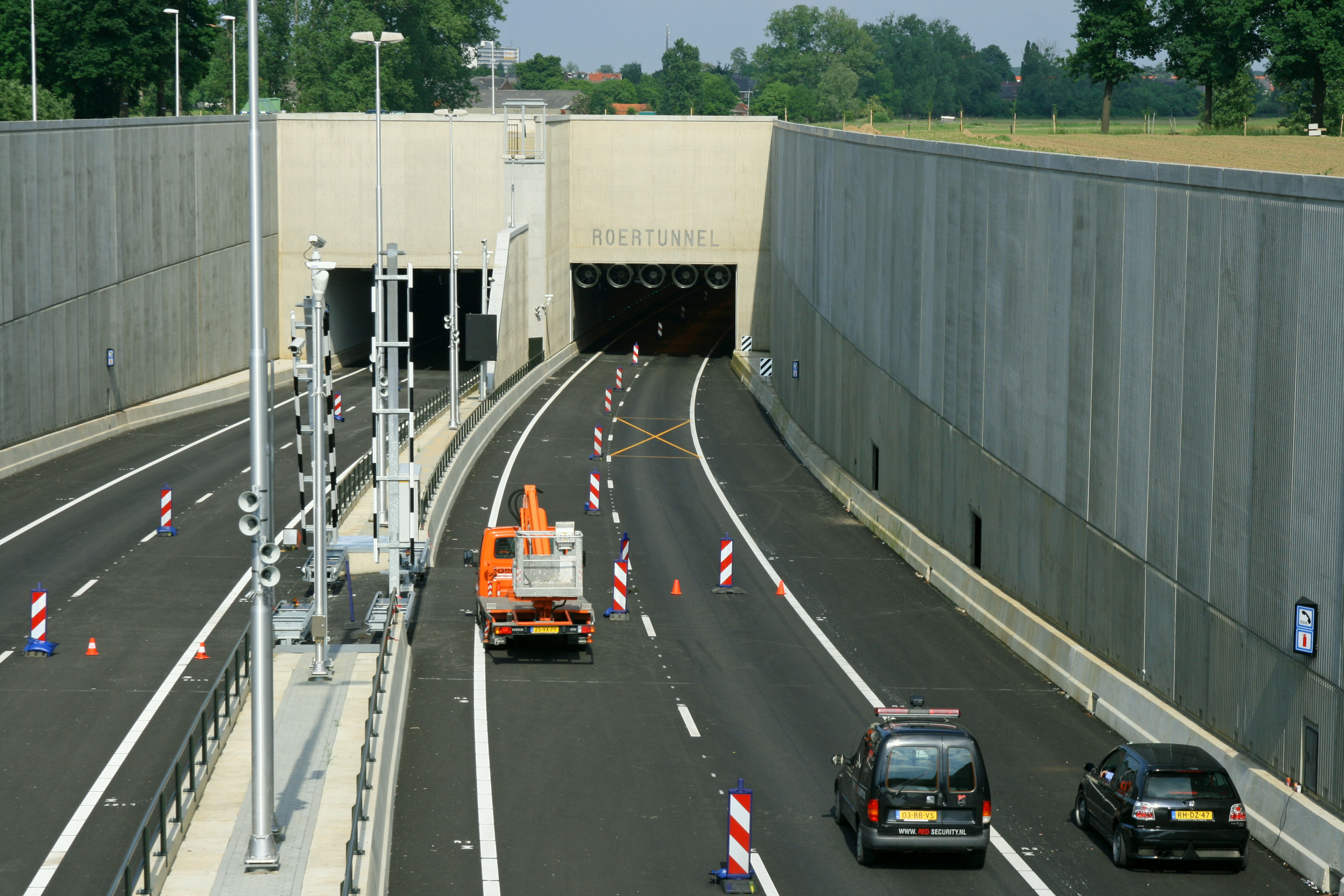
Roertunnel (2008)

### A73-Zuid: Venlo-Echt